# Савченко, Алла Борисовна
А́лла Бори́совна (Щерби́нина) Са́вченко  (3 марта 1934, Москва — 1 февраля 2022, Виннипег) — артистка балета и педагог, работавшая в Большом театре и Королевском балете Виннипега, хореограф драматического театра.

## Биография
Алла Савченко родилась в семье артистов балета Б. В. Щербинина и Л. С. Попович. В 1941 году в возрасте семи лет впервые вышла на сцену Большого театра, исполнив роль ребёнка мадам Баттерфляй в одноимённой опере. С началом Великой Отечественной войны вместе с родителями оказалась в эвакуации в городе Куйбышеве, где продолжала участвовать в спектаклях эвакуированного театра. В 1943 году, вернувшись в Москву, поступила в хореографическое училище.
Окончив обучение с отличием, Алла Савченко была принята в балетную труппу Большого театра. Исполняла сольные партии второго плана. Занималась в классе Марины Семёновой.
В начале-середине 70-х годов произошла череда конфликтов А.Савченко с партийной организацией Большого театра. Савченко на партсобраниях неоднократно пыталась отстаивать запрещённые в те годы постановки на музыку Прокофьева и Шостаковича; запрещались они как «непонятные народу». Результатом конфликта стало фактическое увольнение в 1974 году — вынужденный под давлением уход на пенсию.
В качестве хореографа работала над постановками спектаклей театра «Современник» («Принцесса и дровосек», «Белоснежка и семь гномов», «Двенадцатая ночь»).
В 1981 году покинула СССР и переехала в Виннипег (Канада).

## Репертуар
- «Пламя Парижа» — Амур
- «Спящая красавица» — феи (какие?)[источник не указан 4180 дней]
- «Щелкунчик» — Щелкунчик-кукла[1]
- «Конёк-Горбунок» — Конёк[2]

## Преподавательская деятельность
По приглашению директора труппы Арнольда Спора до 1996 года преподавала в Королевском балете Виннипега. За полтора десятка лет работы в компании Савченко работала с многими артистами, среди которых Алексей Ратманский, Эвелин Харт, Лора Грэм (Laura Graham) и Стивен Хайд (Stephen Hyde), получившие серебряные медали на международном балетном конкурсе в Варне (1990), Сюзан Рубио (Suzanne Rubio) (бронзовая медаль балетного конкурса в Хельсинки, 1991) и другие.
В 1996 году Алла Савченко по состоянию здоровья вышла на пенсию. После инсульта много лет жила в доме престарелых Deer Lodge в Виннипеге. Скончалась в 2022 году.